# Weleri (Weleri)
Weleri is een bestuurslaag in het regentschap Kendal van de provincie Midden-Java, Indonesië. Weleri telt 4824 inwoners (volkstelling 2010).